# Komórki Lugaro
Komórki Lugaro (komórki poziome dwubiegunowe, ang. Lugaro cells) – typ komórek nerwowych występujących w warstwie ziarnistej móżdżku, podtyp komórek ziarnistych dużych (Golgiego). Opisał je w 1907 roku włoski neurohistolog Ernesto Lugaro.